# Elk Horn
Elk Horn é uma cidade localizada no estado americano de Iowa, no Condado de Shelby.

## Demografia
Segundo o censo americano de 2000, a sua população era de 649 habitantes.
Em 2006, foi estimada uma população de 606, um decréscimo de 43 (-6.6%).

## Geografia
De acordo com o United States Census Bureau tem uma área de
2,0 km², dos quais 2,0 km² cobertos por terra e 0,0 km² cobertos por água. Elk Horn localiza-se a aproximadamente 410 m acima do nível do mar.

## Localidades na vizinhança
O diagrama seguinte representa as localidades num raio de 20 km ao redor de Elk Horn.